# Oncocnemis rufescens
Oncocnemis rufescens är en fjärilsart som beskrevs av Otto Staudinger 1871. Oncocnemis rufescens ingår i släktet Oncocnemis och familjen nattflyn. Inga underarter finns listade i Catalogue of Life.